# Wirtschaftskammer (1935–1942)
Wirtschaftskammern waren im nationalsozialistischen deutschen Reich von 1935 bis 1942 öffentlich-rechtliche Organisationen, die die Industrie- und Handelskammern, Handwerkskammern und die Wirtschaftsgruppen auf regionaler Ebene zusammenfassten.

## Vorgeschichte
Mit der Machtergreifung der Nationalsozialisten kam es auch zu einer Gleichschaltung der Organisationen der Wirtschaft. Die Präsidenten der IHKs (nun Leiter genannt) wurden durch Anhänger des neuen Regimes ersetzt und das Führerprinzip eingeführt. Die Vorstellung einer Selbstverwaltung der Wirtschaft stand den politischen Vorstellungen der Nationalsozialisten diametral entgegen (auch wenn in der NS-Propaganda dieser Begriff weiter verwendet wurde).
Die Nationalsozialisten standen der Marktwirtschaft kritisch gegenüber und traten für eine gelenkte Wirtschaft ein. Diese Wirtschaftspolitik, die ab 1936 im Vierjahresplan gesteuert wurde, erforderte Organisationen, über die das Regime in die Wirtschaft hineinwirken konnte. Die bisherigen Kammern wurden daher nicht aufgelöst, sondern zunächst beibehalten. Anders sah es mit den Branchenverbänden aus. Diese wurden aufgelöst und in Reichsgruppen (z. B. der Reichsgruppe Versicherungen) zusammengefasst. Daneben hatten die Nationalsozialisten mit den Gauwirtschaftsberatern eine parteieigene Parallelorganisation zur Steuerung der Wirtschaft geschaffen.
Das so geschaffene Nebeneinander verschiedener Organisationen widersprach jedoch der Vorstellung einer straff gelenkten Wirtschaft (die NS-Propaganda sprach von „organischen Aufbau“ der Wirtschaft; einem ständischen System, in dem jeder seinen Platz hatte). Entsprechend bestanden von Anfang an Überlegungen, diese Organisationen in einheitlichen Strukturen, den Wirtschaftskammern, zusammenzufassen.

## Gründung
Die Wirtschaftskammern wurden in Umsetzung des Gesetzes zur Vorbereitung des organischen Aufbaus der deutschen Wirtschaft eingerichtet. Die Mitglieder der Wirtschaftskammer waren „die Bezirksgruppen der Reichsgruppen und der Wirtschaftsgruppen, die IHKs und Handwk des Wirtschaftsbezirks“ Es wurden 18 Wirtschaftskammern gemäß den Bezirken des Treuhänders der Arbeit gebildet. Einige Kammerbezirke (wie Rheinland und Westfalen; dort wurde eine Wirtschaftskammer für Westfalen und Lippe in Dortmund und Wirtschaftskammer für den Regierungsbezirk Düsseldorf in Düsseldorf gebildet) hatten abweichende Grenzen. Die Grenzen der Wirtschaftskammern deckten sich nicht mit den IHK-Bezirken.
Es handelte sich um eine Dachorganisation ohne direkte Mitglieder. Die Geschäftsstelle der Wirtschaftskammer befand sich in der federführenden IHK; Leiter und Geschäftsführer waren gleichzeitig Leiter bzw. Geschäftsführer dieser IHK. Die Wirtschaftskammern hatten als oberstes Gremium einen Beirat. Dessen Mitglieder wurden ernannt und bestanden aus den Präsidenten der Kammern und Verbände und weiteren Mitgliedern.
1936 erhielten die Wirtschaftskammern eigene Rechtsfähigkeit und eigene Haushalte. Ihre praktische Bedeutung blieb jedoch gering. An eigene Aufgaben nahmen sie nur drei Teilaspekte des Wirtschaftslebens wahr. So waren sie Träger der Ehrengerichte (darin waren bisherige Schiedsstellen und Ehrengerichte der Verbände und Kammern gesammelt), der Statistischen Stelle/Verlag und der Bezirksausgleichstelle. Diese sollte die öffentlichen Aufträge auf die Firmen des Kammerbezirks verteilen. Dieses planwirtschaftliche Verfahren war anstelle der früheren Ausschreibungen öffentlicher Aufträge getreten.
Mit Verordnung vom 24. September 1938 wurden die Kammern und Verbände in Österreich nach dem Anschluss in das System der reichsdeutschen Wirtschaftskammern eingeordnet. Später folgten die Kammern im Sudetenland, Luxemburg, Elsass, Lothringen und den deutschsprachigen Teilen Belgiens.

## Ablösung durch die Gauwirtschaftskammern
Die Wirtschaftskammern hatten das Ziel der Nationalsozialisten, eine einheitliche Wirtschaftslenkung zu gewährleisten, durch ihren Aufbau als Dachorganisationen, nicht erreicht. Mit dem Beginn des Zweiten Weltkriegs und der damit verbundenen Kriegswirtschaft stieg der Bedarf an zentraler Lenkung der Wirtschaft. 1942 wurden daher die IHKs, Handwerkskammern und Wirtschaftsgruppen sowie die Wirtschaftskammern aufgelöst und diese in 42 Gauwirtschaftskammern überführt. Innerhalb dieser Gauwirtschaftskammern gab es 18 Wirtschaftskammern (neuen Typs): Hierbei handelte es sich um regionale Unterorganisationen innerhalb der Gauwirtschaftskammern und nicht um die bisherigen Kammern gleichen Namens.